# Zar, Kotayk
Zar là một đô thị thuộc tỉnh Kotayk, Armenia. Dân số ước tính năm 2011 là 1482 người. Đô thị này thuộc vùng đô thị Yerevan.